# Rödstjärtad vråk
Rödstjärtad vråk (Buteo jamaicensis) är en nordamerikansk fågel i familjen hökar inom ordningen hökfåglar.

## Utseende
Rödstjärtad vråk är en av de största Buteo-arterna i Nordamerika. Den mäter 45–65 centimeter, har ett vingspann på 110–145 centimeter och väger 700–1600 gram. Honorna väger i genomsnitt 25 % mer än hanarna.

## Utbredning och systematik
Rödstjärtad vråk häckar i större delen av Nordamerika, från västra Alaska och norra Kanada och så långt söderut som Panama och Västindien. Den är den vanligaste och mest spridda arten i släktet Buteo i Nordamerika. 

### Underarter
Här listas 14 underarter fördelade på tolv grupper efter Clements et al, med olika utseende och utbredning:
- calurus-gruppen
  - Buteo jamaicensis alascensis – sydöstra Alaska och kusttrakter i British Columbia
  - Buteo jamaicensis calurus – västra Nordamerika väster om Great Plains
- Buteo jamaicensis borealis – Nordamerika öster om Great Plains
- Buteo jamaicensis harlani – inre delarna av Alaska till sydvästra Yukon och norra British Columbia
- Buteo jamaicensis kriderii – slätter i sydcentrala Kanada till nordcentrala USA, inkluderas ofta i borealis[5]
- Buteo jamaicensis fuertesi – Texas till norra Mexiko
- kemsiesi-gruppen
  - Buteo jamaicensis hadropus – högländerna i centrala Mexiko
  - Buteo jamaicensis kemsiesi – Chiapas i södra Mexiko till norra Nicaragua
- Buteo jamaicensis costaricensis – Costa Rica
- Buteo jamaicensis fumosus – Islas Marías, väster om Mexiko
- Buteo jamaicensis socorroensis – Socorroön (Revillagigedoöarna utanför västra Mexiko)
- Buteo jamaicensis umbrinus – Florida
- Buteo jamaicensis jamaicensis – Jamaica, Hispaniola, Puerto Rico och norra Små Antillerna
- Buteo jamaicensis solitudinis – Bahamas och Kuba, inkluderas ofta i umbrinus[5]

Ibland urskiljs också underarten suttoni med utbredning i södra Baja California.

## Bildgalleri

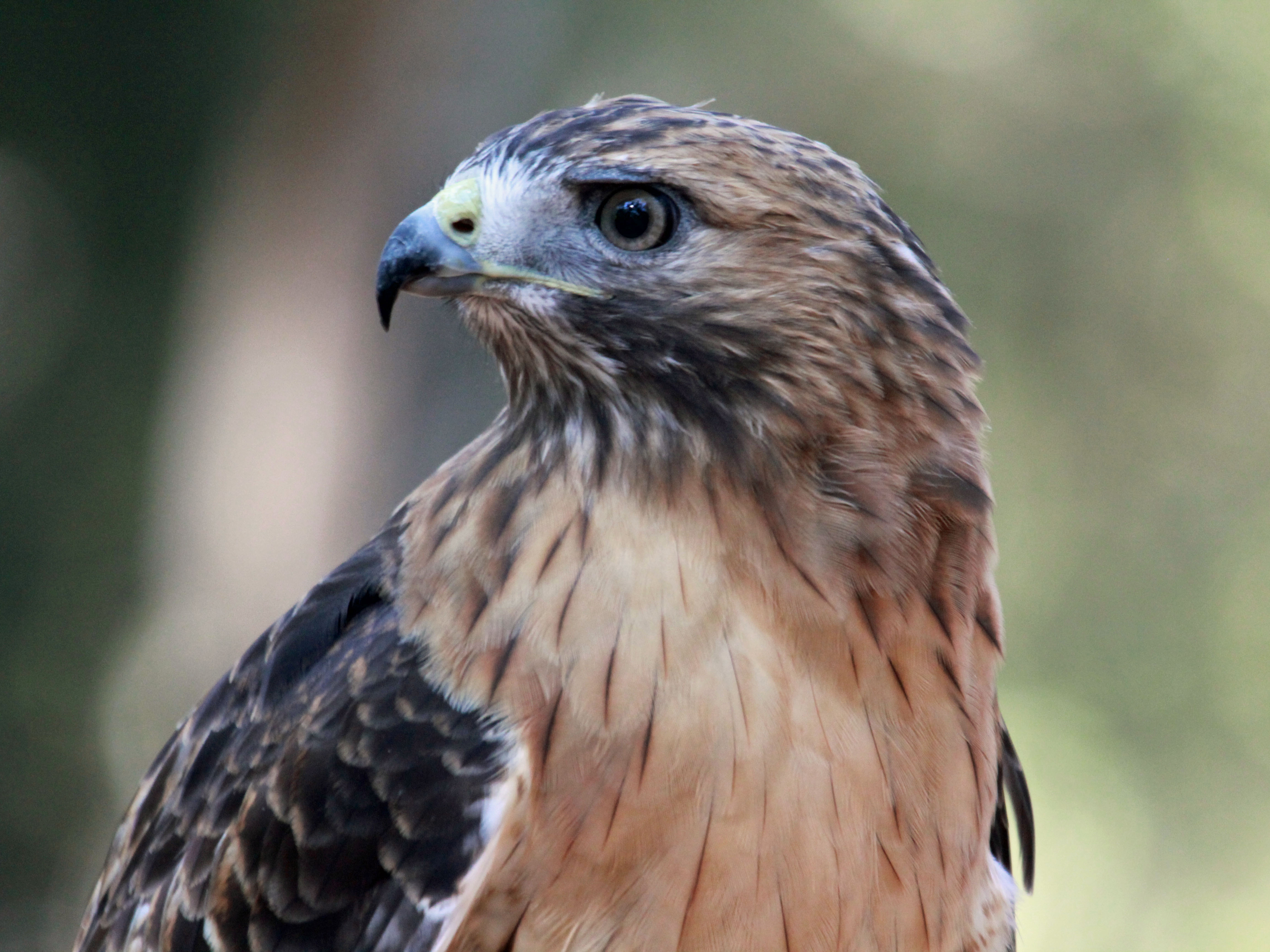
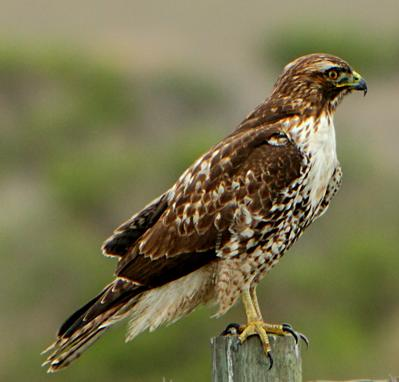
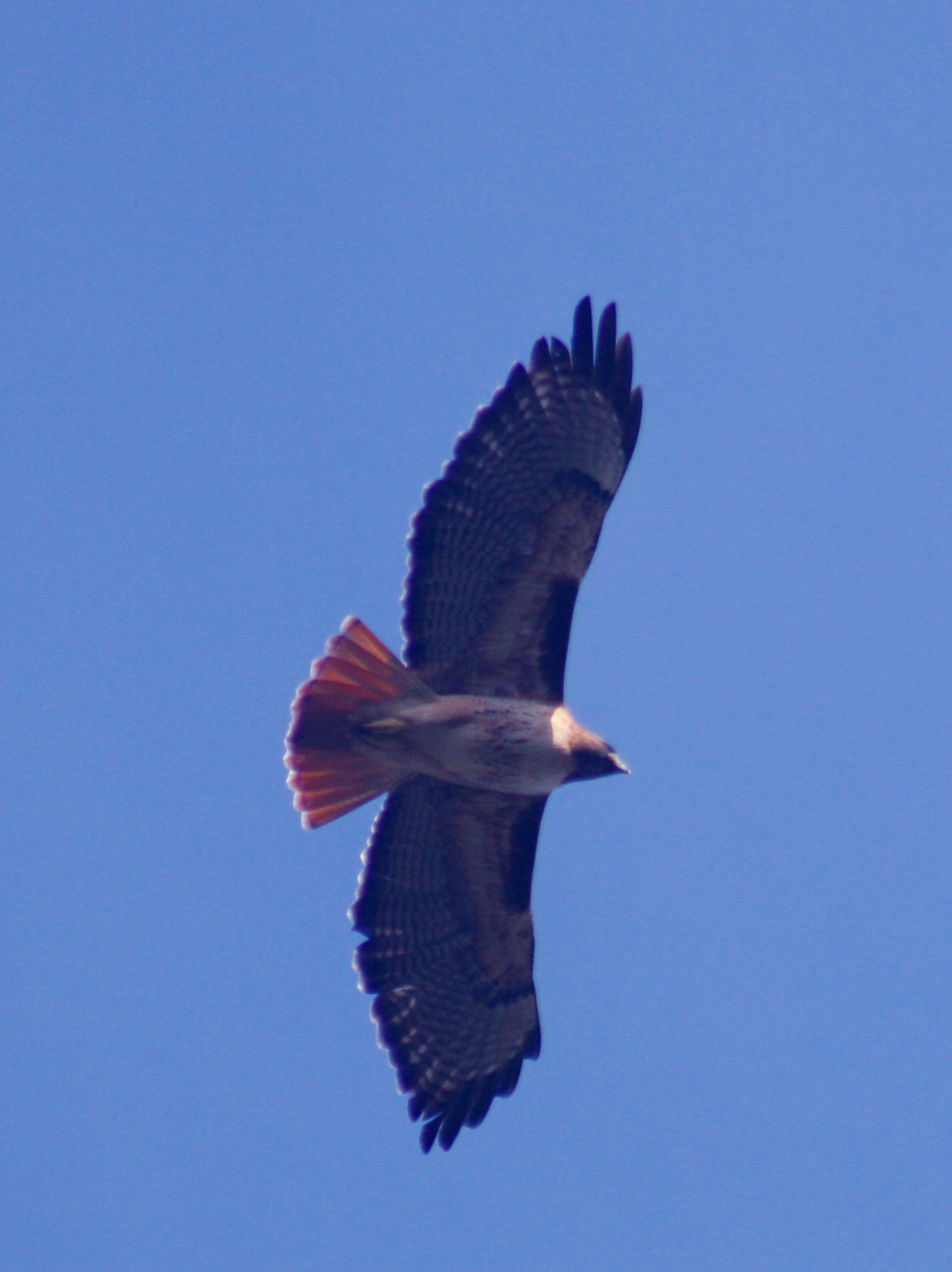
I flykten
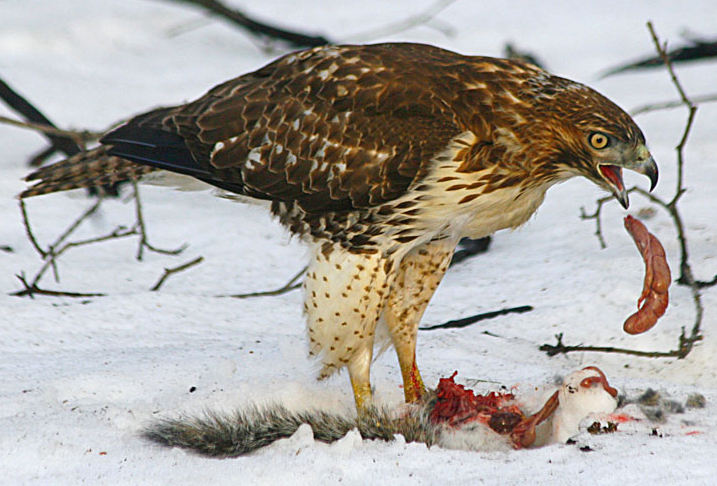
Subadult
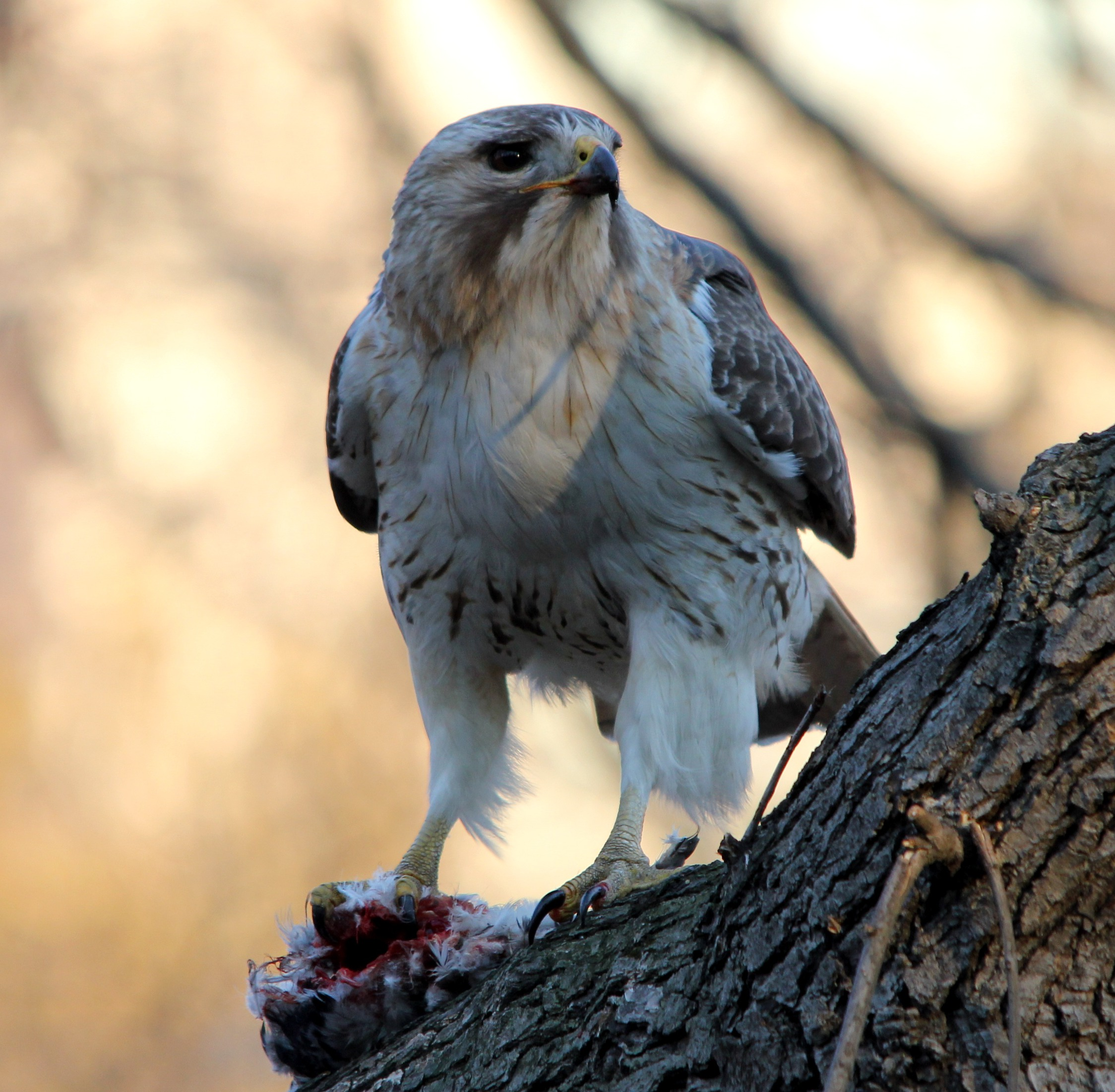
Ljus morf

## Ekologi

Häckande rödstjärtad vråk.

Den rödstjärtade vråken är anpassad till nästan alla naturtyper i utbredningsområdet och förekommer i exempelvis öken, grässlätt, barrskog, lövskog, tropisk regnskog, jordbruksområden och städer. De enda områdena där den saknas är mycket stora sammanhängande skogar och arktiska områden. 

## Status och hot
IUCN kategoriserar arten som livskraftig. I Kanada, USA och Mexiko är den skyddad av "Migratory Bird Treaty Act" (Fördraget om flyttfåglar). På grund av att de är vanliga och lätta att träna utgör de majoriteten av de vråkar som fångas för att användas av falkenerare I USA. Falkenerare får endast fånga vråkarna under tiden från att de lämnat boet tills de fyllt ett år. Fåglarna i denna ålder som är lättast att träna till falkenerarjakt.